# Howard Hodgkin
Pour les articles homonymes, voir Hodgkin.
 (mars 2017).
Si vous disposez d'ouvrages ou d'articles de référence ou si vous connaissez des sites web de qualité traitant du thème abordé ici, merci de compléter l'article en donnant les références utiles à sa vérifiabilité et en les liant à la section « Notes et références ».
Sir Gordon Howard Eliot Hodgkin est un peintre et graveur britannique né le 6 août 1932 à Hammersmith (Grand Londres) et mort le 9 mars 2017 à Londres.

## Biographie
Après des études à la Bryanston School dans le Dorset, Howard Hodgkin devient professeur à l’Académie des Beaux-Arts de Bath dans le Corsham. Sa première exposition personnelle a lieu à Londres en 1962. Ses premières peintures utilisent des formes simples cernées avec un nombre limité de couleurs. Au début des années 1970, son écriture devient plus spontanée, avec des formes vaguement reconnaissables des couleurs vives et des formes pleines. Son travail peut-être alors décrit comme « semi-abstrait » et est souvent comparé à celui de Henri Matisse.
Les peintures de Hodgkin cherchent à évoquer des rencontres, des moments passés avec des amis et portent souvent des titres qui font allusion à des lieux et des événements particuliers comme Dinner at West Hill (1966) ou Goodbye to the Bay of Naples (1980–82). Comme le peintre l’a lui-même déclaré ses peintures « sont des images représentant des  situations émouvantes ».
Ses gravures sont des eaux-fortes. Il travaille avec le même imprimeur (Jack Shirreff et le 107 Workshop) et le même éditeur (Alan Cristea Gallery) durant les 25 dernières années.
Malgré leur apparente simplicité et leurs petites tailles, les tableaux d’Hodgkin sont peints sur plusieurs années, repris après des périodes d’abandon, changés ou transformés au gré de l’inspiration. Il fait souvent déborder  le tableau sur le cadre, renforçant l’idée que la peinture est d’abord un objet. Sur d’autres, un simple rectangle de couleur sert de cadre. Nombre de ses toiles sont peintes sur des planches de bois récupérées comme des planches à pain ou de vieux dessus de table, plutôt que sur des toiles de lin.
En 1984, Hodgkin représenta l’Angleterre à la Biennale de Venise. En 1985 il obtint le Turner Prize et il fut anobli par la Reine d'Angleterre en 1992. On lui doit la fresque qui entoure la cinémathèque de Londres.
En 1990, une rétrospective de son travail a eu lieu à Nantes au Musée des Beaux-Arts. En 2006, une importante rétrospective s’est tenue à Londres à la Tate Gallery.

## Distinctions
- Chevalier (Knight Bachelor - 1992)[2]
- Membre de l'ordre des compagnons d'honneur (CH - 2003)[3]
- Commandeur de l'ordre de l'Empire britannique (CBE)